# Giv'at Amram
Giv'at Amram (hebrejsky: גבעת עמרם) je vrch o nadmořské výšce 475 metrů v jižním Izraeli, v pohoří Harej Ejlat.
Nachází se cca 12 kilometrů severně od města Ejlat, cca 7 kilometrů jihozápadně od vesnice Be'er Ora a cca 7 kilometrů východně od mezistátní hranice mezi Izraelem a Egyptem. Má podobu výrazného odlesněného skalního masivu, jehož svahy na všechny strany prudce spadají do hlubokých údolí, jimiž protékají vádí. Na jihu je to vádí, které patří do povodí Nachal Racham, na severní straně terén klesá prudce do přítoku Nachal Cfunot. Na východní straně se terén snižuje do příkopové propadliny vádí al-Araba. Krajina v okolí hory je členěna četnými skalnatými vrchy jako Giv'at Pu'a na západě nebo Micpe Amram na jihozápadě. Hora je turisticky využívaná. Nedaleko od ní prochází Izraelská stezka.